# Frontera entre Irán y Turquía
La frontera entre Irán y Turquía es el lindero internacional de 534 kilómetros de longitud y en sentido norte-sur que separa el extremo noroeste de Irán (provincia de Azerbaiyán Occidental) del este de Turquía (provincia de Capadocia), en plena región del Kurdistán. Comienza el norte en la triple frontera entre Irán-Turquía-Azerbaiyán (Najicheván), muy próxima al monte Ararat, y sigue hacia el sur hasta la triple frontera entre Turquía, Irán e Irak.
La frontera fue establecida por primera vez merced al Tratado de Zuhab de 1639 entre los imperios otomano y safávida. Desde el comienzo del siglo XIX la historia de la frontera está marcada por varios acontecimientos entre ambos países. Irán fue disputado por británicos y rusos antes de ser dividido entre ambas potencias en 1908. En 1921 alcanzó la independencia, al tiempo que lo hacía la nueva república turca heredera del Imperio otomano. Para evitar ataques de los guerrilleros del PKK o del Estado Islámico, el gobierno turco ha encargado a la empresa TOKI la construcción de un muro de 144 kilómetros en la frontera, que estará listo a comienzos de 2019.